# Richard S. Castellano
Richard S. Castellano (ur. 4 września 1933 w Bronksie, Nowy Jork, zm. 10 grudnia 1988 w północnym Bergen, New Jersey) – aktor amerykański znany z roli Petera Clemenzy w filmie Ojciec chrzestny. Nominowany do Oscara za rolę w filmie Zakochani i inni.